# Nancy Sinatra
Nancy Sandra Sinatra, född 8 juni 1940 i Jersey City, New Jersey, är en amerikansk sångerska och skådespelare. Hon är dotter till Frank Sinatra och Nancy Barbato.

## Karriär
Nancy Sinatras karriär lyftes i mitten av 1960-talet genom ett flertal lyckade poplåtar. Den mest välkända, "These Boots Are Made for Walkin'" från 1966, skrevs av Lee Hazlewood – som hon samarbetade mycket med. Den spelades in tillsammans med trummisen Hal Blaine och gitarristen Billy Strange — liksom de flesta av hennes övriga hits. Albumet Nancy & Lee som utkom 1968 innehöll flera av Nancy och Lee kändaste melodier som Summer Vine, Lady Bird och Jackson. 
Nancy Sinatra sjöng även duetten "Somethin' Stupid" med sin far 1967, vilken blev en av Frank Sinatras tre singelettor på Billboard Hot 100, och titelspåret till James Bond-filmen Man lever bara två gånger 1967.  2003 användes hennes cover av Chers låt "Bang Bang (My Baby Shot Me Down)" från 1966 i Quentin Tarantinos film Kill Bill.

## Diskografi
Album
- Boots (1966)
- How Does That Grab You? (1966)
- Nancy in London (1966)
- Country, My Way (1967)
- Sugar (1967)
- Movin' With Nancy (1968)
- Nancy and Lee (1968) (med Lee Hazlewood)
- The Sinatra Family Wish You a Merry Christmas (1968) (med Frank Sinatra och Frank Sinatra, Jr.)
- Nancy (1969)
- Nancy And Lee Again (1971) (med Lee Hazlewood)
- Woman (1973)
- Nancy And Mel (1981) (med Mel Tillis)
- One More Time (1995)
- California Girl (released on CD: 2002)
- How Does It Feel? (1999)
- Nancy/Lee 3 (2004) (med Lee Hazlewood)
- Nancy Sinatra (2004)

Singlar
Sinatra hade 21 singlar på Billboard Hot 100 under 1960-talet:
- "So Long, Babe" (1965 - #86)
- "These Boots Are Made for Walkin'" (1966 - #1)
- "How Does That Grab You, Darlin'?" (1966 - #7)
- "Friday's Child" (1966 - #36)
- "In Our Time" (1966 - #46)
- "Sugar Town" (1966 - #5)
- "Summer Wine" (med Lee Hazlewood) (1967 - #49)
- "Somethin' Stupid" (med Frank Sinatra) (1967 - #1)
- "Love Eyes" (1967 - #15)
- "You Only Live Twice" (1967 - #44)
- "Jackson" (med Lee Hazlewood) (1967 - #14)
- "Lightning's Girl" (1967 - #24)
- "Lady Bird" (med Lee Hazlewood) (1967 - #20)
- "Tony Rome" (1967 - #83)
- "Some Velvet Morning" (med Lee Hazlewood) (1968 - #24)
- "100 Years" (1968 - #69)
- "Happy" (1968 - #74)
- "Good Time Girl" (1968 - #65)
- "God Knows I Love You" (1968 - #97)
- "Here We Go Again" (1969 - #98)
- "Drummer Man" (1969 - #98)

## Filmografi
- Get Yourself A College Girl (1964)
- For Those Who Think Young (1964)
- Marriage On The Rocks (1965)
- The Ghost In The Invisible Bikini (1966)
- The Last Of The Secret Agents (1966)
- The Wild Angels (1966)
- Speedway (1968)
- Movin' With Nancy (1968)